# Pternozyga
Pternozyga es un género de polillas pertenecientes a la subfamilia Tortricinae, de la familia Tortricidae.

## Especies
- Pternozyga anisoptera Diakonoff, 1941
- Pternozyga argodoxa Meyrick, 1922
- Pternozyga haeretica Meyrick, 1908
- Pternozyga melanoterma Diakonoff, 1953